# 莱奥·库比亚克
莱奥·R·库比亚克（英語：Leo R. Kubiak，1926年12月25日—），美国NBA联盟前职业篮球运动员。